# Голикова, Ангелина Романовна
Ангели́на Рома́новна Го́ликова (род. 17 сентября 1991, Москва) — российская конькобежка, бронзовая призерка Олимпийских игр (2022), чемпионка мира (2021) на дистанции 500 метров, трёхкратная призёрка чемпионатов мира, победительница и призёрка чемпионатов Европы на отдельных дистанциях, бронзовая призёрка Универсиады 2013 года на дистанции 1000 метров. Заслуженный мастер спорта России.

## Биография
Ангелина Голикова начала заниматься конькобежным спортом в СДЮСШОР № 27 «Сокол» в возрасте 7 лет Тренируется у Александра Жаркова и Татьяны Агафошиной. Выступает за МССУОР № 2 Москомспорта.
Впервые заявила о себе в 2008 году на юниорском чемпионате мира в командной гонке, хоть призы выиграть и не удалось. Уже на следующий год вошла в состав национальной сборной и дебютировала на Кубке мира в дивизионе "В". Вплоть до 2011 года Ангелина участвовала в юниорских чемпионатах мира, но на подиумы не попадала. В 2013 году конькобежка выиграла первую медаль на зимней Универсиаде в Трентино на дистанции 1000 метров завоевала «бронзу». 
Участница чемпионата мира в спринтерском многоборье 2014 года, где заняла 19-е место. Член олимпийской сборной команды России по конькобежному спорту на Олимпиаде в Сочи. Бежала дистанцию 500 метров, установив личный рекорд, но заняла 18-е место. В 2015 году на чемпионате мира в Астане поднялась на 17-е место в многоборье.
12 ноября 2017 года на первом этапе Кубка мира, проходившем в Херенвене, в составе Елизаветы Казелиной и Ольги Фаткулиной установила мировой рекорд в командном спринте: 1.26,62 сек., также впервые выиграла личную бронзовую медаль на дистанции 500 м. 18 ноября заняла 2-е место в беге на 500 м на этапе в Ставангере, а 1 декабря в Калгари вместе с командой выиграла «золото» в командном спринте со временем 1:24,85 сек.
Первые крупные успехи на международных турнирах пришли к спортсменке в 2018 году. Так на чемпионате Европы в Коломне она завоевала «золото» в командном спринте и «серебро» на дистанции 500 метров. В феврале на зимних Олимпийских играх в Пхёнчхане Ангелина заняла 7-е место на дистанции 500 м и 22-е на 1000 м. Уже в марте на чемпионате мира в Чанчуне она заняла высокое 6-е место.
В финале Кубка мира 2017/18 заняла 3-е место на дистанции 500 м в общем зачёте. В октябре 2018 года выиграла две серебряные медали на дистанциях 500 и 1000 м на чемпионате России на отдельных дистанциях. В 2019 году Ангелина стала бронзовым призёром чемпионате мира на отдельных дистанциях в Инцелле в командном спринте и заняла 4-е место на пятисотметровке. 
Сезон 2019/20 Голикова начала со 2-го места в командном спринте на этапе Кубка мира в Минске, после чего взяла несколько 1-х и 2-х мест на дистанции 500 м и в командном спринте. В январе 2020 года на чемпионате Европы в Херенвене она стала 3-й в забеге на 500 м и заняла 1-е место в командном спринте. Через месяц она завоевала два «серебра» чемпионата мира в Солт-Лейк-Сити – в командном спринте и на дистанции 500 метров. 
В конце февраля в Хамаре на чемпионате мира в спринтерском многоборье Голикова дважды была третьей в забегах на 500 м, но в итоге заняла 4-е место в многоборье. В классификации Кубка мира на 500 м она заняла 2-е место. В 2021 году Ангелина выиграла серебряную медаль в общей классификации на чемпионате Европы в спринтерском многоборье. Она в очередной раз стала 2-й в общем зачёте Кубка мира на "пятисотметровке".
Одной из самых важных наград в карьере Ангелины является «золото» чемпионата мира в Херенвене. Она преодолела дистанцию за 37,141 секунды. После победы Ангелина исполнила зажигательный танец, который точно стал украшением турнира. На Кубке мира в Калгари сезона 2021/22 Голикова выиграла в беге на 500 м, и в 2022 году на чемпионате Европы в Херенвене поднялась на 2-е место на дистанции 500 м.
На своих третьих зимних Олимпийских  играх в Пекине Ангелина исполнила свою мечту и завоевала медаль, выиграв бронзовую медаль на дистанции 500 м.

## Личная жизнь
Ангелина Голикова окончила Российский государственный университет физической культуры, спорта, молодёжи и туризма на факультете спортивных исследовании. Она любит путешествовать, играть в настольный теннис и дартс, слушает классическую музыку.

## Спортивные достижения
| Год  | Чемпионат Европы спринт | ЧЕ на отдельных дистанциях | ЧM спринт                     | ЧM на отдельных дистанциях  | Олимпиады             | ЧМ среди юниоров                                |
| ---- | ----------------------- | -------------------------- | ----------------------------- | --------------------------- | --------------------- | ----------------------------------------------- |
| 2008 |                         |                            |                               |                             |                       | 13-e (12-е, 17е, 12-е, 17-е) 9e командная гонка |
| 2009 |                         |                            |                               |                             |                       | 9-e (10-е, 16-е, 7-е, 8-е) 5-e командная гонка  |
| 2010 |                         |                            |                               |                             |                       | 10-e 500 м 9-e 1000 м 20-e 1500 м               |
| 2011 |                         |                            |                               |                             |                       | 16-e 1000 м 27-e 1500 м 6-e командная гонка     |
| 2012 |                         |                            |                               |                             |                       |                                                 |
| 2013 |                         |                            |                               |                             |                       |                                                 |
| 2014 |                         |                            | 19-e (21-е, 13-е, 20-е, 18-е) |                             | 18-e 500 м            |                                                 |
| 2015 |                         |                            | 17-e (17-е, 20-е, 14-е, 15-е) |                             |                       |                                                 |
| 2016 |                         |                            |                               |                             |                       |                                                 |
| 2017 |                         |                            |                               | 21-е 500 м                  |                       |                                                 |
| 2018 |                         | 500 м · командный спринт   | 6-e · ( ,10 ,4 ,8)            |                             | 22-е 1000 м 7-е 500 м |                                                 |
| 2019 |                         |                            | 8-e · (, 10, , 14)            | 4e 500 м · командный спринт |                       |                                                 |
| 2020 |                         | 500 м · командный спринт   | 4-e · (5-е, 7-е, , 8-е)       | 500 м · командный спринт    |                       |                                                 |
| 2021 | · (, 4, , 5)            |                            |                               | 500 м · 6-e 1000 м          |                       |                                                 |
| 2022 |                         | 500 м · 4-e 1000 м         |                               |                             | 500 м · 4-e 1000 м    |                                                 |

- ЧМ спринт — (1e 500 м, 1e 1000 м, 2e 500 м, 2e 1000 м).